# Historia del pensamiento microeconómico

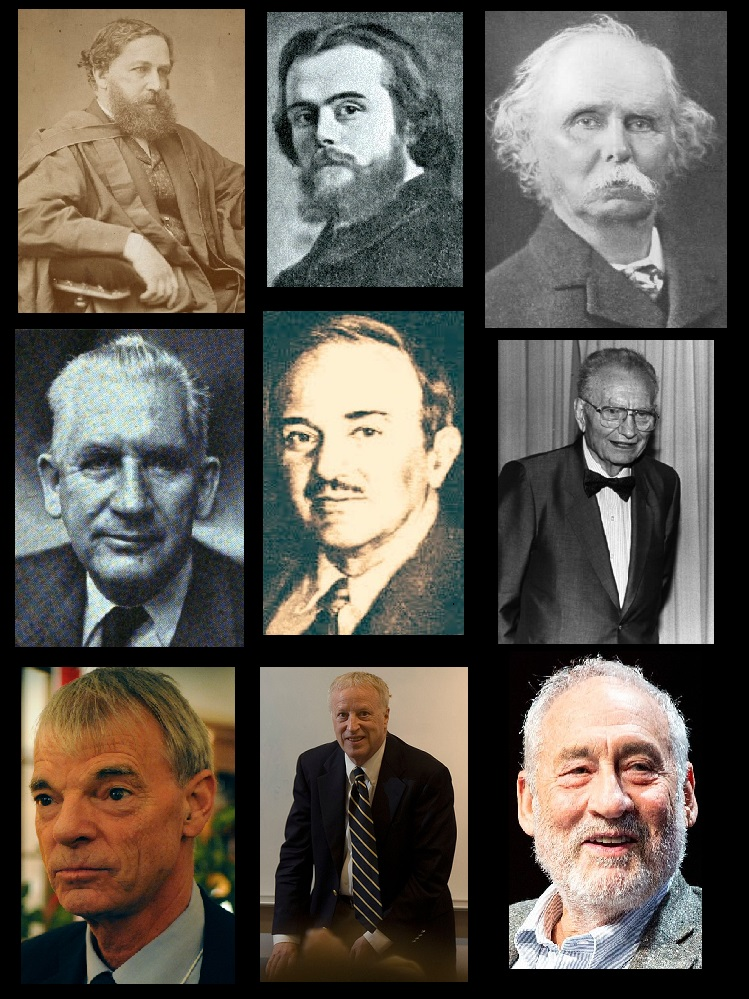
Contribuyentes a la microeconomía (sin ningún orden en particular): W. Stanley Jevons, Léon Walras, Alfred Marshall, Paul Douglas, Edward Hastings Chamberlin, Paul Samuelson, Michael Spence, George Akerlof y Joseph Stiglitz.

La historia del pensamiento microeconómico ha estudiado el comportamiento de los individuos y las empresas en la toma de decisiones sobre la asignación de recursos escasos. La microeconomía contemporánea surgió como un esfuerzo de los economistas neoclásicos para dar forma matemática a las ideas económicas.

## Orígenes
La microeconomía desciende filosóficamente de pensadores utilitaristas como Jeremy Bentham, Stuart Palley y John Stuart Mill y matemáticamente de estudiosos de la probabilidad como Daniel Bernoulli. Ambos se remontan al siglo XVIII.

### Utilitarismo
El utilitarismo como una posición ética consolidada surgió en el siglo XVIII, generalmente atribuido a la obra de Jeremy Bentham, aunque hubo pensadores en la antigüedad, como Epicuro, que presentaron ideas similares. El libro de Bentham Introducción a los principios de moral y legislación (1780) comienza definiendo el principio de utilidad:
"II. El principio de utilidad es el fundamento del presente trabajo: conviene, por tanto, desde el principio dar una explicación explícita y determinada de lo que se entiende por él. Por principio de utilidad se entiende el principio que aprueba o desaprueba de toda acción, sea cual fuere, según la tendencia que parezca tener de aumentar o disminuir la felicidad de la parte cuyo interés se cuestiona: o, lo que es lo mismo, en otras palabras, promover u oponerse a esa felicidad. cualquier acción, y por lo tanto no solo de cada acción de un individuo privado, sino de cada medida de gobierno.
III. Por utilidad se entiende aquella propiedad en cualquier objeto, por la cual tiende a producir beneficio, ventaja, placer, bien o felicidad (todo esto en el caso presente viene a ser lo mismo) o (lo que vuelve a ser lo mismo) a Evitar que ocurra daño, dolor, maldad o infelicidad a la parte cuyo interés se considera: si esa parte es la comunidad en general, entonces la felicidad de la comunidad: si es un individuo en particular, entonces la felicidad de ese individuo.

IV. El interés de la comunidad es una de las expresiones más generales que pueden darse en la fraseología de la moral: no es de extrañar que a menudo se pierda su significado. Cuando tiene un significado, es este. La comunidad es un cuerpo ficticio, compuesto por las personas individuales que se considera que constituyen, por así decirlo, sus miembros. El interés de la comunidad entonces es, ¿cuál es? - la suma de los intereses de los varios miembros que la componen".
También definió cómo podía medirse el placer:
"I. Los placeres, entonces, y la evitación de los dolores, son los fines que el legislador tiene a la vista: le corresponde, por tanto, comprender su valor. Los placeres y los dolores son los instrumentos con los que tiene que trabajar: le corresponde, por lo tanto, comprender su fuerza, que es de nuevo, en otras palabras, su valor.
II. Para una persona considerada por sí misma, el valor de un placer o dolor considerado por sí mismo, será mayor o menor, según las cuatro circunstancias siguientes: Su intensidad. Su duración. Su certeza o incertidumbre. Su proximidad o lejanía.
III. Estas son las circunstancias que hay que considerar para estimar un placer o un dolor considerados cada uno de ellos por sí mismo. Pero cuando se considera el valor de cualquier placer o dolor con el fin de estimar la tendencia de cualquier acto por el que se produce, hay otras dos circunstancias que deben tenerse en cuenta; estos son, su fecundidad, o la posibilidad que tiene de ser seguida por sensaciones del mismo tipo: es decir, placeres, si es un placer: dolores, si es un dolor. Su pureza, o la posibilidad que tiene de no ser seguida por sensaciones del tipo contrario: es decir, dolores, si es un placer; placeres, si es un dolor.

Estas dos últimas, sin embargo, apenas pueden considerarse en rigor propiedades del placer o del dolor mismo; por lo tanto, no deben tomarse estrictamente en cuenta del valor de ese placer o ese dolor. En rigor, deben considerarse propiedades únicamente del acto u otro evento por el cual se ha producido tal placer o dolor; y por lo tanto sólo deben tenerse en cuenta la tendencia de tal acto o tal evento".

### Utilidad esperada
En 1738, Daniel Bernoulli escribió lo siguiente sobre el riesgo:
"DESDE QUE los matemáticos comenzaron a estudiar la medición del riesgo, ha habido un acuerdo general sobre la siguiente proposición: los valores esperados se calculan multiplicando cada posible ganancia por el número de formas en que puede ocurrir, y luego dividiendo la suma de estos productos por el número total de casos posibles donde, en esta teoría, se insiste en la consideración de casos que son todos de la misma probabilidad. De aceptarse esta regla, lo que queda por hacer en el marco de esta teoría es la enumeración de todas las alternativas, su descomposición en casos equiprobables y, finalmente, su inserción en las clasificaciones correspondientes."
Afirma que a medida que aumenta la riqueza de un individuo, también aumentará su utilidad en proporción inversa a la cantidad de bienes que ya posee. Esto se denomina utilidad marginal decreciente en los libros de texto de microeconomía. También describe el siguiente problema.
"Mi más honorable primo, el célebre Nicolaus Bernoulli, profesor utriusque iuris en la Universidad de Basilea, presentó una vez cinco problemas al destacado matemático Montmort. Estos problemas se reproducen en la obra L'analyse sur les jeux de hazard de M. de Montmort , p. 402. El último de estos problemas es el siguiente: Peter lanza una moneda y continúa haciéndolo hasta que debería caer "cara" cuando llega al suelo. Él acepta darle a Paul un ducado si sale "cara" en el primer lanzamiento, dos ducados si lo consigue con el segundo, cuatro si el tercero, ocho si el cuarto, y así sucesivamente, de modo que con cada lanzamiento adicional se duplica el número de ducados que debe pagar. Supongamos que procura determinar el valor de la expectativa de Pablo".
Este planteamiento es conocido como la paradoja de San Petersburgo.

## Marginalismo tradicional
Artículo principal: Marginalismo
Antoine Augustine Cournot hizo un primer intento de matematizar la economía en Investigaciones sobre los principios matemáticos de la teoría de la riqueza (1838), donde describió matemáticamente la ley de la demanda, el monopolio y el duopolio del agua de manantial que ahora lleva su nombre. Más tarde, Teoría de la economía política de William Stanley Jevons (1871), Principios de economía política de Carl Menger (1871) y Elementos de economía pura de Léon Walras (1874-1877) dieron paso a lo que se llamó la revolución marginal. . Algunas ideas comunes detrás de esos trabajos fueron modelos o argumentos caracterizados por agentes económicos racionales que maximizan la utilidad bajo una restricción presupuestaria. Esto surgió como una necesidad de argumentar en contra de la teoría del valor trabajo asociada con economistas clásicos como Adam Smith, David Ricardo y Karl Marx. Walras también llegó a desarrollar el concepto de equilibrio general de una economía.

Smith publicó La riqueza de las naciones en 1776. Su énfasis estaba en la función del dinero para ahorrar trabajo:
"El precio real de todo, lo que realmente le cuesta al hombre que quiere adquirirlo, es el trabajo y la molestia de adquirirlo. Lo que realmente vale todo para el hombre que lo ha adquirido y quiere deshacerse de él o cambiarlo por otra cosa, es el trabajo y la molestia que puede ahorrarse a sí mismo y puede imponer a otras personas. Lo que se compra con dinero o con bienes se compra con trabajo, tanto como lo que adquirimos con el trabajo de nuestro propio cuerpo. Ese dinero o esos bienes nos ahorran este trabajo. Contienen el valor de una cierta cantidad de trabajo que intercambiamos por lo que se supone en ese momento contiene el valor de una cantidad igual. primer precio, el dinero de compra original que se pagó por todas las cosas. No fue con oro ni con plata, sino con trabajo, que se compró originalmente toda la riqueza del mundo; y su valor, para quienes la poseen, y que quieren cambiarlo por algunas nuevas producciones, es precisamente igual a la cantidad de mano de obra que les puede permitir comprar o ordenar"
Con respecto al valor, Smith escribió:
"La palabra VALOR, debe observarse, tiene dos significados diferentes, y a veces expresa la utilidad de algún objeto en particular, y a veces el poder de comprar otros bienes que la posesión de ese objeto transmite. El uno puede ser llamado 'valor de uso; 'el otro,' valor de cambio. 'Las cosas que tienen el mayor valor de uso tienen frecuentemente poco o ningún valor de cambio; y por el contrario, las que tienen el mayor valor de cambio tienen frecuentemente poco o ningún valor de uso. Nada es más útil que el agua: pero apenas se compra nada. Un diamante, por el contrario, tiene poco valor de uso; pero una gran cantidad de otros bienes pueden obtenerse con frecuencia a cambio de él".
Una teoría del valor trabajo puede entenderse como una teoría que sostiene que el valor económico está determinado por la cantidad de tiempo de trabajo socialmente necesario: esto se puede encontrar en la teorización de David Ricardo quien argumentó: "Si la cantidad de trabajo realizada en las mercancías, regula su valor de cambio, todo aumento de la cantidad de trabajo debe aumentar el valor de la mercancía sobre la que se ejerce, como toda disminución debe reducirlo" y Marx, quien sostuvo: "Un valor de uso, o un artículo útil, por lo tanto, tiene valor sólo porque el trabajo humano en abstracto ha sido incorporado o materializado en él. ¿Cómo entonces se puede medir la magnitud de este valor? la cantidad de la sustancia creadora de valor, el trabajo, contenida en el artículo. La cantidad de trabajo, sin embargo, se mide por su duración, y el tiempo de trabajo a su vez encuentra su estándar en semanas, días y horas". Por otra parte, una teoría subjetiva del valor deriva el valor de las preferencias.

Carl Menger, nacido en Galicia y considerado por Friedrich Hayek como el fundador de la escuela de economía austriaca, distinguió los bienes en bienes de consumo (bienes de primer orden) y medios de producción (bienes de orden superior), dijo:
"Si bien las cantidades de agua potable en las regiones que abundan en manantiales, la madera en bruto en los bosques vírgenes y, en algunos países, incluso la tierra, no tienen carácter económico, estos mismos bienes exhiben carácter económico en otros lugares (...) por lo que estas diferencias entre bienes y su variabilidad no pueden basarse en las propiedades de los bienes. Por el contrario, uno puede, en caso de duda, convencerse en todos los casos, mediante un examen exacto y cuidadoso de estas relaciones, que cuando bienes del mismo tipo tienen un carácter diferente en dos lugares diferentes, la relación entre los requisitos y las cantidades disponibles es diferente en estos dos lugares (...) Según nuestro análisis, sólo puede haber dos tipos de razones por las que un bien no económico se convierte en un bien económico: un aumento de las necesidades humanas o una disminución de la cantidad disponible".

## Competencia imperfecta y teoría de juegos
En 1929 Harold Hotelling publicó "Stability in Competition" abordando el problema de la inestabilidad en el modelo clásico de Cournout: Joseph Bertrand había criticado ese modelo por carecer de equilibrio para los precios como variables independientes y Edgeworth construyó un modelo de monopolio dual con demanda correlacionada que también carecía de estabilidad. Hotelling propuso que la demanda típicamente variaba continuamente para los precios relativos, no discontinuamente como sugirieron los autores posteriores a Cournout.
Siguiendo a Piero Sraffa defendió "la existencia con referencia a cada vendedor de grupos que tratarán con él en lugar de sus competidores a pesar de la diferencia de precio", también notó que los modelos tradicionales que presumían la unicidad de los precios en el mercado solo tenían sentido si el producto estuviera estandarizado y el mercado fuera un punto: similar a un modelo de temperatura en la física, la discontinuidad en la transferencia de calor (cambios de precio) dentro de un cuerpo (mercado) conduciría a la inestabilidad. Para mostrar el punto, Hotelling construyó un modelo de mercado ubicado sobre una línea con dos vendedores en cada extremo de la línea, donde maximizar la ganancia para ambos vendedores conduce a un equilibrio estable. De este modelo (a veces conocido como Ley de Hotelling) también se deduce que si un vendedor elige la ubicación de su tienda para maximizar sus ganancias, colocará su tienda lo más cerca posible de su competidor. También argumenta que la agrupación de tiendas es un desperdicio desde el punto de vista de los costos de transporte y que el interés público impondría una mayor dispersión espacial.
Se dio un nuevo impulso al campo cuando Edward H. Chamberlin y Joan Robinson, publicaron, respectivamente, The Theory of Monopolistic Competition (1923) y The Economics of Imperfect Competition (1933), introduciendo modelos de competencia imperfecta. Aunque el caso del monopolio se había expuesto en los Principios de economía de Alfred Marshall y Cournot ya había construido modelos de duopolio y monopolio en 1838, de esta nueva literatura surgió un conjunto completamente nuevo de modelos. En particular, el modelo de competencia monopolística da como resultado un equilibrio no eficiente. Chamberlin definió la competencia monopolística como "... desafío al punto de vista tradicional de la economía, que la competencia y el monopolio son alternativas y que los precios individuales deben explicarse en términos de uno u otro". Continúa: "Por el contrario, se sostiene que la mayoría de las situaciones económicas se componen tanto de competencia como de monopolio, y que, siempre que este sea el caso, se da una visión falsa al descuidar una de las dos fuerzas y considerar la situación como formada enteramente de una u otra ".

## Externalidades y fallos de mercado
En 1937, Ronald Coase publicó “The Nature of the Firm”, introduciendo la noción de costos de transacción (el término fue acuñado en los años cincuenta), que explica por qué las empresas tienen ventajas sobre grupos de contratistas independientes que trabajan entre sí. Su idea era que existían costos de transacción en el uso del mercado: costos de búsqueda e información, costos de negociación, etc., que daban ventaja a las empresas, capaces internalizar el proceso de producción requerido para entregar un determinado bien al mercado. Coase publicó un resultado relacionado en su artículo “El problema del costo social” (1960), donde analiza las soluciones del problema de las externalidades a través de la negociación, ejemplificadas con casos legales de Estados Unidos. Coase afirmó:
"En secciones anteriores, al abordar el problema de la reorganización de los derechos legales a través del mercado, se argumentó que dicha reorganización se haría a través del mercado siempre que esto llevara a un aumento en el valor de la producción, pero esto supuso un mercado sin costos de transacción. Una vez que se tienen en cuenta, está claro que tal reordenamiento de derechos sólo se llevará a cabo cuando el aumento en el valor de la producción resultante de la reordenación sea mayor que los costos que implicaría llevarlo a cabo. Cuando es menor, el otorgamiento de una orden judicial (o el conocimiento de que se otorgaría) o la responsabilidad de pagar daños y perjuicios puede resultar en la interrupción de una actividad (o puede impedir que se inicie) que se llevaría a cabo si las transacciones de mercado no tuvieran costo. En estas condiciones, la delimitación inicial de los derechos legales sí tiene un efecto sobre la eficiencia con la que opera el sistema económico. El arreglo de derechos puede generar un valor de producción mayor que cualquier otro. Pero a menos que este sea el arreglo de derechos establecido por el sistema legal, los costos de alcanzar el mismo resultado alterando y combinando derechos a través del mercado pueden ser tan grandes que este arreglo óptimo de derechos, y el mayor valor de producción que traería consigo, puede nunca lograrse".
Ambos artículos de Coase fueron de importancia en el surgimiento de la teoría de la empresa.

## Economía conductual
Daniel Kahneman y Amos Tversky publicaron un artículo en 1979 donde criticaban la hipótesis de la utilidad esperada y la idea del agente económico racional. Su punto principal es que existe una asimetría en la psicología del agente económico que da un valor mayor a las pérdidas que a las ganancias. Este artículo suele considerarse el comienzo de la economía conductual y ha tenido importantes consecuencias en el estudio de las finanzas. Los autores resumieron la idea de la siguiente manera:
"... En particular, las personas subestiman los resultados que son meramente probables en comparación con los resultados que se obtienen con certeza. Esta tendencia, llamada efecto de certeza, contribuye a la aversión al riesgo en elecciones que implican ganancias seguras y a la búsqueda de riesgos en elecciones que implican pérdidas seguras. Además, la gente generalmente descarta componentes que son compartidos por todos los prospectos bajo consideración. Esta tendencia, llamada efecto de aislamiento, conduce a preferencias inconsistentes cuando la misma opción se presenta en diferentes formas ".